# Antiche unità di misura del circondario di Crema

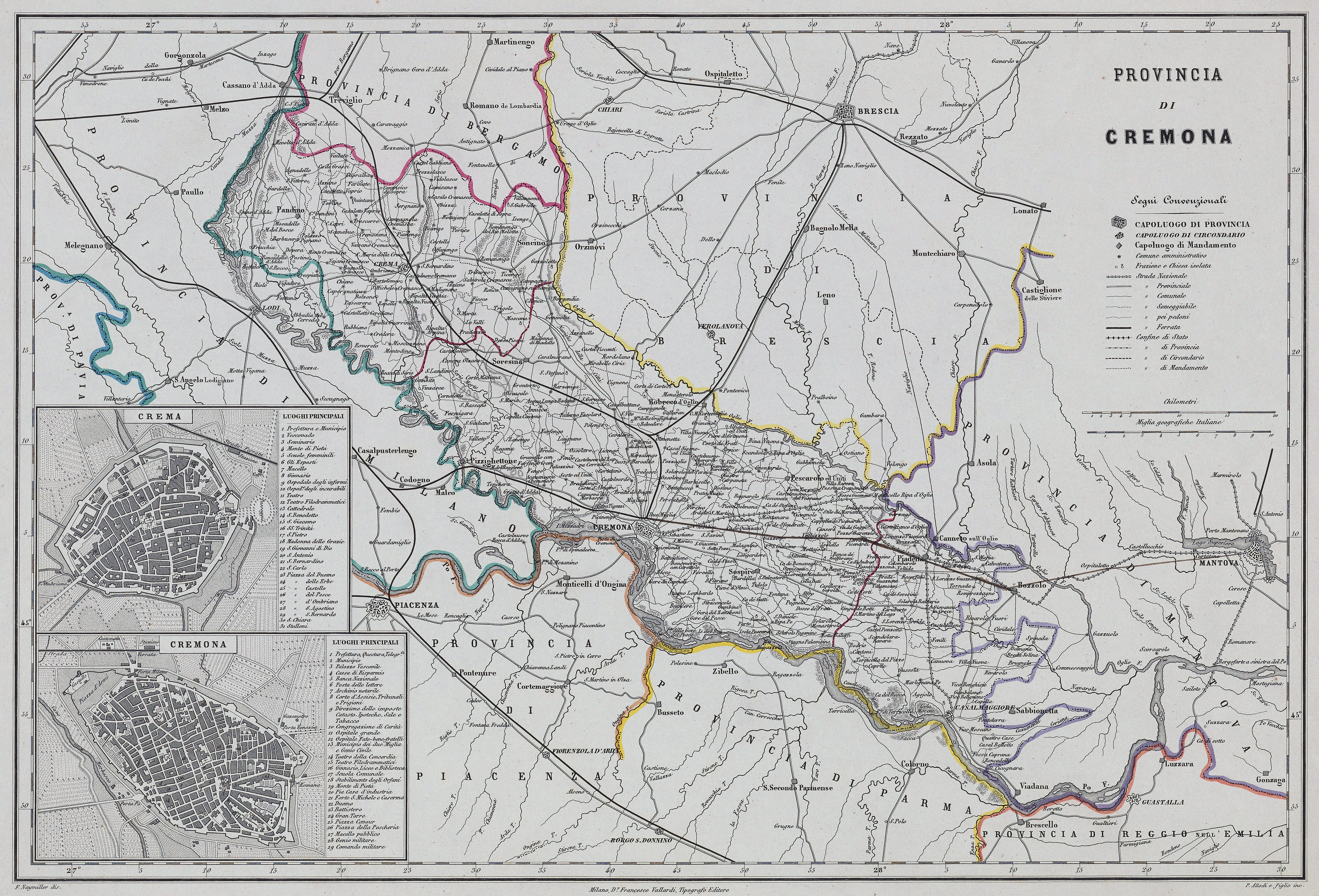
Mappa con indicazione dei confini del circondario di Crema nel 1868 circa

Sono qui riportate le conversioni tra le antiche unità di misura in uso nel circondario di Crema e il sistema metrico decimale, così come stabilite ufficialmente nel 1877.
Nonostante l'apparente precisione nelle tavole, in molti casi è necessario considerare che i campioni utilizzati (anche per le tavole di epoca napoleonica) erano di fattura approssimativa o discordanti tra loro.

## Misure di lunghezza
| Comuni                          | Denominazione       | Valore   | Unità |
| ------------------------------- | ------------------- | -------- | ----- |
| Comuni dei mandamenti di Crema  | Braccio mercantile  | 0,670164 | m     |
| Comuni dei mandamenti di Crema  | Braccio milanese    | 0,594936 | m     |
| Comuni dei mandamenti di Crema  | Trabucco            | 2,818718 | m     |
| Mandamenti di Soncino e Pandino | Braccio milanese    | 0,594936 | m     |
| Mandamenti di Soncino e Pandino | Trabucco di Milano  | 2,611110 | m     |
| Mandamenti di Soncino e Pandino | Piede liprando      | 0,446202 | m     |
| Mandamento di Pandino           | Trabucco di Lodi    | 2,731995 | m     |
| Mandamento di Soncino           | Trabucco di Cremona | 2,901233 | m     |

Il braccio mercantile di Crema come il braccio di Milano si divide in 12 once, l'oncia in 12 punti, il punto in 12 atomi.
Il trabucco di Crema come quelli di Milano, Lodi e Cremona si divide in 6 piedi, il piede in 12 once, l'oncia in 12 punti, il punto in 12 atomi.

## Misure di superficie
| Comuni                          | Denominazione               | Valore   | Unità |
| ------------------------------- | --------------------------- | -------- | ----- |
| Tutti i comuni                  | Braccio quadrato di Milano  | 0,353949 | m²    |
| Mandamenti di Crema             | Pertica di Crema            | 762,7364 | m²    |
| Mandamenti di Crema             | Braccio d'asse di Crema     | 1,103496 | m²    |
| Mandamento di Pandino           | Pertica di Lodi             | 716,5243 | m²    |
| Mandamento di Pandino           | Braccio d'asse di Milano    | 1,415798 | m²    |
| Mandamento di Soncino           | Pertica di Cremona          | 808,0469 | m²    |
| Mandamento di Soncino           | Braccio quadrato di Cremona | 0,233810 | m²    |
| Mandamento di Soncino           | Braccio d'asse di Cremona   | 1,402859 | m²    |
| Mandamenti di Pandino e Soncino | Pertica milanese            | 654,5179 | m²    |

La pertica censuaria di Crema come quelle di Lodi, Milano e Cremona si divide in 24 tavole, la tavola in 12 piedi, il piede in 12 once, l'oncia in 12 punti, il punto in 12 atomi.
Il braccio quadrato di Milano si divide in 12 once, l'oncia in 12 punti, il punto in 12 atomi.
Il braccio quadrato di Cremona ha egual divisione.
Il braccio d'asse di Crema come quelli di Milano e di Cremona si divide in 12 once, l'oncia in 12 punti, il punto in 12 atomi.
Il braccio d'asse di Crema è un rettangolo di cinque piedi di base ed un piede d'altezza.

## Misure di volume
| Comuni                | Denominazione           | Valore   | Unità |
| --------------------- | ----------------------- | -------- | ----- |
| Tutti i comuni        | Braccio cubo di Milano  | 210,577  | L     |
| Mandamento di Pandino | Piede cubo di Lodi      | 94,403   | L     |
| Mandamento di Pandino | Songa di Lodi           | 5097,762 | L     |
| Mandamento di Soncino | Braccio cubo di Cremona | 113,056  | L     |
| Mandamento di Soncino | Songa di Cremona        | 6105,032 | L     |
| Mandamenti di Crema   | Carro                   | 5184,073 | L     |

Il braccio cubo di Milano e quello di Cremona si dividono in 12 once, l'oncia in 12 punti, il punto in 12 atomi.
La songa di Lodi e quella di Cremona servono per la legna da fuoco, e si dividono in metà, quarti, ottavi.
Il carro di Crema si usa per la legna da fuoco e si divide in 20 quadrini, il quadrino in 12 once.
Il quadrino, usato più comunemente che il carro, è un parallelepipedo rettangolo lungo Piedi 2 1/2, largo un piede, alto un piede.

## Misure di capacità per gli aridi
| Comuni                | Denominazione              | Valore   | Unità |
| --------------------- | -------------------------- | -------- | ----- |
| Mandamenti di Crema   | Soma di Crema              | 175,4811 | L     |
| Mandamento di Pandino | Moggio di Lodi             | 158,9566 | L     |
| Mandamento di Pandino | Moggio di Milano           | 146,2343 | L     |
| Mandamento di Pandino | Moggio milanese da carbone | 225,1033 | L     |
| Mandamento di Soncino | Soma                       | 180,0300 | L     |

La soma di Crema si divide in 16 staia, lo staio in 10 coppelli, il coppello in 4 misurini.
Il moggio di Lodi si divide in 8 staia, lo staio in 4 quartari, il quartaro in 4 metà, la metà in 4 quartini.
Nove staia fanno la soma.
Il moggio di Milano si divide in 8 staia, lo staio in 4 quartari, il quartaro in 4 metà, la metà in 4 quartini.
La soma di Soncino si divide in 10 mine, la mina in 2 quartari, il quartaro in 3 coppelli.

## Misure di capacità per i liquidi
| Comuni                | Denominazione           | Valore  | Unità |
| --------------------- | ----------------------- | ------- | ----- |
| Mandamenti di Crema   | Brenta                  | 48,5346 | L     |
| Mandamento di Pandino | Brenta di Lodi da latte | 82,7538 | L     |
| Mandamento di Pandino | Brenta di Lodi da vino  | 66,2030 | L     |
| Mandamento di Pandino | Brenta di Milano        | 75,5544 | L     |
| Mandamento di Soncino | Brenta                  | 47,2500 | L     |

La brenta di Crema si divide in 32 pinte, la pinta in 2 boccali, il boccale in 4 zaine.
La brenta di Crema si divide pure in 4 secchie da 8 pinte o 16 boccali ciascuna.
La brenta di Lodi per il latte si divide in 100 boccali.
La brenta di Lodi per il vino si divide in 80 boccali, il boccale in 4 zaine o bicchieri.
La brenta di Milano si divide in 3 staia, lo staio in 4 quartari, il quartaro in 8 boccali, il boccale in 4 zaine.
La brenta di Milano si divide pure in 6 secchie o Mine da 16 boccali.
Due boccali fanno una pinta.
Due mezzi fanno il boccale.
Due zaine o bicchieri fanno un mezzo.
La brenta di Soncino si divide in 72 boccali, il boccale in 2 mezzi.

## Pesi
| Comuni                                                                                      | Denominazione            | Valore  | Unità |
| ------------------------------------------------------------------------------------------- | ------------------------ | ------- | ----- |
| Mandamenti di Crema                                                                         | Libbra grossa            | 813,685 | g     |
| Mandamenti di Crema                                                                         | Libbra mozza             | 759,439 | g     |
| Mandamenti di Crema                                                                         | Libbra piccola           | 325,474 | g     |
| Mandamento di Pandino                                                                       | Libbra grossa di Lodi    | 748,381 | g     |
| Mandamento di Pandino                                                                       | Libbra piccola di Lodi   | 320,735 | g     |
| Mandamento di Pandino                                                                       | Libbra grossa di Milano  | 762,517 | g     |
| Mandamento di Pandino                                                                       | Libbra piccola di Milano | 326,793 | g     |
| Soncino                                                                                     | Libbra                   | 315,790 | g     |
| Castelletto di sopra, Fresco, Cumignano sul Naviglio, Romanengo, Ticengo, Triburgo, Trigolo | Libbra di Cremona        | 309,489 | g     |

La libbra grossa di Crema si divide in 30 once.
La libbra mozza di Crema si divide in 28 once.
La libbra piccola di Crema si divide in 12 once, l'oncia in 24 denari, il denaro in 24 grani.
Dieci libbre grosse di Crema fanno un peso intiero.
Dieci libbre mozze di Crema fanno un peso mozzo.
Cinque pesi mozzi fanno un bazzolo.
Cento pesi mozzi fanno un carro.
La libbra grossa di Lodi si divide in 28 once.
La libbra piccola o sottile di Lodi si divide in 12 once, l'oncia in 24 denari, il denaro in 24 grani.
25 libbre piccole fanno un rubbo.
100 libbre grosse fanno un fascio.
La libbra grossa di Milano si divide in 28 once.
La libbra piccola o libbretta di Milano si divide in 12 once, l'oncia in 24 denari, il denaro in 24 grani.
25 libbre piccole di Milano fanno il rubbo.
100 libbre piccole fanno il quintale.
10 libbre grosse fanno il peso.
100 libbre grosse fanno il fascio o centinaio.
La libbra di Soncino si divide in 12 once, l'oncia in 24 denari, il denaro in 24 grani.
25 libbre di Soncino fanno un peso.
La libbra di Cremona si divide in 12 once, l'oncia in 24 denari, il denaro in 24 grani.
25 libbre fanno un rubbo o peso.
Per gli usi farmaceutici le libbre piccole di Crema, Lodi, Milano, Soncino e Cremona si dividono in 12 once, l'oncia in 8 dramme, la dramma in 3 denari, il denaro in 24 grani.
I farmacisti usavano pure la libbra medica di Vienna eguale a grammi 420,008.
I gioiellieri usavano in tutto il circondario il marco di Milano uguale a grammi 234,997, ed il Carato d'Olanda eguale a grammi 0,20567.
Nei due mandamenti di Crema si usava pure il carato di Venezia uguale a grammi 0,20703.